# Belényi Gyula
Belényi Gyula (1947. március 14., Szeged - 2013. március 23., Budapest) egyetemi tanár, történész.

## Életút
Belényi Gyula középiskolai tanár és Sallak Mária tanítónő gyermeke. Érettségit a hódmezővásárhelyi Bethlen Gábor Gimnáziumban (1965), magyar–történelem szakos középiskolai tanári oklevelet a József Attila Tudományegyetemen
szerzett (1970). 1974-ben doktorált, 1994-ben a történelemtudomány kandidátusa, 2001-ben habilitációs, 2008-ban Magyar Tudományos Akadémia doktora címet szerzett. 
1970-től 2000-ig a József Attila Tudományegyetemen, 2000-től 2013-ig Károli Gáspár Református Egyetem (azaz összességében 43 éven keresztül, haláláig) tanított. Tagja volt a Károli Gáspár Református Egyetem Történelemtudományi Doktori Iskolájának is. Fő kutatási területe a magyar települések és társadalami csoportok története volt a 20. század második felében. Számos könyve és tanulmánya (pl. az Agrártörténeti Szemle, Valóság, Limes, Kurunk, Párttörténeti Közlemények, Multunk, Századok, Tiszatáj stb. folyóiratokban) jelent meg.

## Könyvei (válogatás)
1. Szeged város és a Szegedi járás mezőgazdasági termelőszövetkezeti mozgalmának története. Egy. doktori értek. (Szeged, 1974)
2. A sztálini iparosítás emberi ára. Foglalkozási átrétegződés és belső vándorlás Magyarországon. 1948–1956. Tanulmányok. Szerk. (Szeged, 1993)
3. Az állam szorításában. Az ipari munkásság társadalmi átalakulása Magyarországon. 1945–1965. Szeged, 2009)